# Tyrell Roberts
Tyrell Roberts (Roseville, 2 september 1999) is een Amerikaans basketballer.

## Carrière
Roberts speelde collegebasketbal voor de UC San Diego Tritons van 2017 tot 2021. In 2021 maakte hij de overstap naar de Washington State Cougars, waar hij een seizoen speelde. Hij speelde een laatste seizoen collegebasketbal voor de San Francisco Dons. In de NBA Draft van 2023 werd hij niet gekozen. Hij tekende zijn eerste profcontract bij de Belgische eersteklasser Spirou Charleroi. In augustus 2024 stopte de samenwerking.
Hij tekende voor het seizoen 2024/25 bij het Amerikaanse Santa Cruz Warriors, maar zijn contract aldaar werd reeds begin november 2024 verbroken. Hij tekende in januari 2025 bij reeksgenoot Rip City Remix.